# Berjozovka (vattendrag Belarus)
Berjozovka (ryska: Берёзовка) är ett vattendrag i Belarus.   Det ligger i voblasten Vitsebsks voblast, i den norra delen av landet, 220 kilometer norr om huvudstaden Minsk.
Omgivningarna runt Berjozovka är en mosaik av jordbruksmark och naturlig växtlighet. Runt Berjozovka är det glesbefolkat, med 13 invånare per kvadratkilometer.